# Text clar
În criptografie, textul clar este informație necriptată, spre deosebire de informațiile criptate pentru stocare sau transmisie. Denumirea se referă de obicei la informații necriptate în așteptarea introducerii în algoritmi criptografici, de obicei algoritmi de criptare, dar poate însemna și date care sunt transmise sau stocate necriptate („în clar”). 
Odată cu apariția calculatoarelor, termenul text clar se extinde dincolo de documentele care pot fi citite de oameni, și înseamnă orice date, inclusiv fișiere binare, într-o formă care poate fi vizualizată sau utilizată fără a necesita o cheie sau alt dispozitiv de decriptare.  
Textul clar este folosit ca intrare pentru un algoritm de criptare; ieșirea este de obicei denumită text criptat, aplicându-i-se și denumirea de „text cifrat” când algoritmul este un cifru. Mai rar se spune text codat, denumire valabilă când algoritmul implicat este de fapt un cod. Unele sisteme utilizează mai multe straturi de criptare, iar rezultatul unui algoritm de criptare devine „textul clar” al următorului.     